# ゆずえん
『ゆずえん』は、ゆずの2枚目のオリジナルアルバム。1999年10月14日に発売。発売元はセーニャ・アンド・カンパニー。
発売当時の最新シングル5作に加え、『あいのり』の主題歌となった「始まりの場所」も収録されている。
2016年現在、ゆずのアルバムで最大のヒットを記録しており、ゆずにとって初めてのミリオンセラーを達成した。初動売り上げは50万枚を超えており、3枚目のオリジナルアルバム『トビラ』に次いで2番目に高い。

## 収録曲
| #         | タイトル                                 | 作詞  | 作曲・編曲 | 時間 |
| --------- | ---------------------------------------- | ----- | ---------- | ---- |
| 1.        | 「えん」(作曲：北川悠仁)                 |       |            | 0:40 |
| 2.        | 「始まりの場所」(作詞・作曲：岩沢厚治)   |       |            | 3:23 |
| 3.        | 「サヨナラバス」(作詞・作曲：北川悠仁)   |       |            | 3:44 |
| 4.        | 「「バイバイ」」(作詞・作曲：岩沢厚治)   |       |            | 4:23 |
| 5.        | 「センチメンタル」(作詞・作曲：北川悠仁) |       |            | 4:54 |
| 6.        | 「方程式2」(作詞・作曲：岩沢厚治)        |       |            | 3:30 |
| 7.        | 「いつか」(作詞・作曲：北川悠仁)         |       |            | 5:16 |
| 8.        | 「オーバー」(作詞・作曲：北川悠仁)       |       |            | 3:49 |
| 9.        | 「傍観者」(作詞・作曲：北川悠仁)         |       |            | 3:58 |
| 10.       | 「灰皿の上から」(作詞・作曲：岩沢厚治)   |       |            | 5:21 |
| 11.       | 「からっぽ」(作詞・作曲：岩沢厚治)       |       |            | 4:07 |
| 12.       | 「未練歌」(作詞・作曲：北川悠仁)         |       |            | 4:32 |
| 13.       | 「終わらない映画」(作詞・作曲：岩沢厚治) |       |            | 2:31 |
| 14.       | 「悲しみの傘」(作詞・作曲：北川悠仁)     |       |            | 4:45 |
| 15.       | 「友達の唄」(作詞・作曲：北川悠仁)       |       |            | 5:09 |
| 合計時間: | 合計時間:                                | 60:02 |            |      |

## 楽曲解説
1. えん
インスト曲。北川がピアニカ、岩沢がギターを弾いている。
2. 始まりの場所
フジテレビ系バラエティ番組『あいのり』初代主題歌
テレビ西日本『じもちゃんねる』挿入歌
3. サヨナラバス
5thシングル
4. 「バイバイ」
5. センチメンタル
6thシングル
6. 方程式2
「アゲイン2」と違ってこちらは現在まで「方程式」という楽曲は発表されていないが、原曲がある。[独自研究?]
7. いつか
4thシングル
8. オーバー
9. 傍観者
10. 灰皿の上から
後にベストアルバム『ゆずのね 1997-2007』（2007年）が発売された際には、各種メディアで[どこ?]、「聞いて欲しい曲」として、作詞作曲を担当した岩沢本人が取り上げた[いつ?]。岩沢いわく、「ここから“普通アレルギー”が始まってます」[1]。
11. からっぽ
3rdシングル
12. 未練歌
7thシングル「友達の唄」カップリング
13. 終わらない映画
14. 悲しみの傘
路上時代から唄われていたもので、イントロが短かった。
2017年発売のベストアルバム『YUZU 20th Anniversary ALL TIME BEST ALBUM ゆずイロハ 1997-2017』にはSEKAI NO OWARIとコラボした音源が収録された。
15. 友達の唄
7thシングル

## 演奏
- 北川悠仁：Vocal, Acoustic Guitar, Pianica, Tambourine
- 岩沢厚治：Vocal, Acoustic Guitar, Harp
- 寺岡呼人
  - Computer Programming
  - Bass (#14)
  - Keyboards (#6.7)
  - Electric Guitar (#12.15)
- 宮田繁男：Drums (#2.5.9.10.12.15)
- 小田原豊：Drums (#3.7)
- 小島徹也：Drums (#11)
- 美久月千晴：Bass (#3.5.7.9.10.11.12.15)
- 松原秀樹：Bass (#2)
- 前野知常：Keyboards (#5.10.12)
- 長池秀明：Keyboards (#2.14)
- SUNNY：Keyboards (#11)
- 鈴木茂：Electric Guitar (#11)
- 藤井謙二 from MY LITTLE LOVER：Electric Guitar (#5.7.10.12)
- 小井手仁徳 from Daily-Echo：Electric Guitar (#9)
- 三沢またろう：Percussion (#3.5.9.10)
- 飯田ヒロシ from サービスパンダ
  - Percussion (#6.8)
  - Chorus (#8)
- こずえ鈴＆「電リク野郎ELVIS」Team：Chorus (#8)
- 金子有策、郡司泰雅、野中裕介、岩田佳保里、大島みどり、井端珠里、森瑛美、金子侑音、森麻裕子、児玉昭子：Chorus (#15)
- 阿部雅士：Strings Arrangement (#7.11.15)
- 阿部雅士ストリングス：Strings (#7.11.15)
- 山本拓夫：Saxophone & Brass Arrangement (#5.12)
- 荒木敏男、西村浩二：Trumpet (#12)
- 村田陽一：Trombone (#12)
- 中西進、谷口和弘、斎藤修、吉田潔：Computer Programming